# Dino Baffetti
La Dino Baffetti è un'azienda produttrice di fisarmoniche con sede a Castelfidardo.